# 王紀 (萬曆進士)
王紀（1558年—1624年），字惟理，號憲葵，山西芮城縣人，明朝政治人物。

## 生平
王纪十一岁喪父，随从叔父王好谦学文。萬曆十六年戊子科中舉，萬曆十七年（1589年）己丑科進士，工部觀政，十八年四月授南直隸池州府推官，二十六年入為禮部祠祭司主事，教习驸马，歷貟外郎、主客司郎中、儀制司郎中。萬曆二十九年（1601年），神宗預備冊立東宮，數度遷延，王紀抗疏。至同年冬，終於禮成，擢光祿寺少卿，稱病去官。後复任，奉使蜀藩。三十七年母喪去職，服闋，四十年补原官，同年奉差典河南壬子科鄉试。迁太常寺少卿、提督四夷馆。
萬曆四十一年（1613年），自太常寺少卿擢都察院右僉都御史，巡撫保定諸府。居官四年，部內大治。四十五年遷戶部右侍郎，總督漕運兼巡撫鳳陽諸府。光宗即位，召拜戶部尚書，總督倉場。
天啟二年（1622年）入爲刑部尚書，因彈劾閣臣，被熹宗詔責，削籍為民。天啟四年（1624年）卒，享年六十七。崇禎初復官，贈太子太保，諡莊毅。

## 家族
先世为陕西华阴人，始祖王用，元末避红巾之乱，徙居山西芮城。数传而生让，让生杰，杰生大喜，大喜生思周，号南坡，是为王纪曾祖父。思周生小坡公孟泾，配阎氏。孟泾生巽川公好贤，配阎氏。好賢生纪。
元配杨氏，侧室郑氏、尚氏、胡氏。子一人：王景旦。娶崔氏。孙王鳳林。三女：長適守備陰春，次適庠生許茂塘，楊氏出；季適庠生李胤宏，尚氏出。